# Salang
Salang (nepalski: सलाङ) – gaun wikas samiti w środkowej części Nepalu w strefie Bagmati w dystrykcie Dhading. Według nepalskiego spisu powszechnego z 2001 roku liczył on 1014 gospodarstw domowych i 5907 mieszkańców (2981 kobiet i 2926 mężczyzn).